# Midnight Special (film)
Pour les articles homonymes, voir Midnight Special.
Pour plus de détails, voir Fiche technique et Distribution.
Midnight Special ou Le Lieu secret au Québec, est un film de science-fiction américain écrit et réalisé par Jeff Nichols, sorti en 2016.
Le film a été présenté en compétition pour l'Ours d'or lors de la Berlinale 2016.

## Synopsis
En raison de ses pouvoirs surnaturels, Alton, 9 ans, est séparé de ses parents biologiques et traité comme le « sauveur » dans la communauté sectaire « Third Heaven Ranch ».
Roy Tomlin, le père biologique d'Alton, et son ami d'enfance, Lucas, ancien state trooper, sont en cavale afin de soustraire l'enfant à l'emprise de la secte, du FBI et la NSA qui traquent également l'enfant pensant qu'il est une arme. Ils se dirigent vers un lieu connu de l'enfant afin de l'envoyer dans un autre monde.

## Fiche technique
Sauf indication contraire, les informations mentionnées dans cette section peuvent être confirmées par la base de données cinématographiques IMDb,  présente dans la section « Liens externes ».
- Titre original : Midnight Special
- Titre québécois : Le Lieu secret
- Réalisation et scénario : Jeff Nichols
- Direction artistique : Austin Gorg
- Décors : Chad Keith
- Costumes : Erin Benach
- Photographie : Adam Stone
- Montage : Julie Monroe
- Musique : David Wingo
- Production : Sarah Green et Brian Kavanaugh-Jones
- Sociétés de production : Faliro House Productions et Tri State Pictures
- Société de distribution : Warner Bros. Pictures
- Pays d'origine :  États-Unis
- Langue originale : anglais
- Format : couleur - 2.35:1
- Genres : Aventure, drame, science-fiction
- Durée : 112 minutes
- Dates de sortie[1] :
  - Allemagne : 12 février 2016 (Berlinale 2016)
  - France : 16 mars 2016
  - États-Unis : 18 mars 2016

## Distribution
- Michael Shannon (VF : Emmanuel Gradi ; VQ : Louis-Philippe Dandenault) : Roy Tomlin
- Joel Edgerton (VF : Jérémie Covillault ; VQ : Sylvain Hétu) : Lucas
- Kirsten Dunst (VF : Marie-Eugénie Maréchal ; VQ : Aline Pinsonneault) : Sarah Tomlin
- Jaeden Lieberher (VF : Victor Biavan ; VQ : Frédéric Larose) : Alton Meyer, né Tomlin
- Adam Driver (VF : Valentin Merlet ; VQ : Adrien Bletton) : Paul Sevier
- Sam Shepard (VF : Hervé Bellon ; VQ : Sébastien Dhavernas) : Calvin Meyer
- Bill Camp (VF : Gérard Darier ; VQ : Frédéric Desager) : Doak
- Paul Sparks (VF : Alexis Victor ; VQ : Pierre-Étienne Rouillard) : Agent Miller
- Scott Haze : Levi
- David Jensen (VF : Gérard Sergue ; VQ : Jacques Lavallée) : Elden
- Dana Gourrier : Sharon Davidson
- Sean Bridgers : Fredrick
- Kerry Cahill : Agent Linda
- Billy Slaughter (en) : Agent Cole
- Nancy Grace (VF : Maïté Monceau) : elle-même
- Allison King : Hannah

Version française
Société de doublage : Dubbing Brothers
 Source et légende : version française (VF) sur RS Doublage ; version québécoise (VQ) sur Doublage.qc.ca

## Production

### Tournage
Le tournage débute en janvier 2014 à La Nouvelle-Orléans.
Le film n'est présenté que bien après la fin de son tournage, à la Berlinale 2016, alors que Nichols a pu entre-temps tourner un autre film, Loving, le rattachement de Midnight Special au genre de la science-fiction, inhabituel chez ce cinéaste, ayant peut-être contribué à la décision.

## Autour du film
- Le titre du film vient de la reprise de la chanson Midnight Special du groupe Creedence Clearwater Revival (originellement composée et interprétée par Leadbelly). Le morceau n'est pas utilisé dans le film mais on peut en entendre une réinterprétation dans le générique de fin[7].
- Le film a été fortement influencé par les œuvres qui ont marqué la jeunesse du réalisateur : Rencontres du troisième type, E.T. l'extra-terrestre, Starman ou bien encore Le Village des damnés[7]. Le cinéaste cite également Un monde parfait comme étant l'un de ses films favoris[8].
- Jeff Nichols a signalé que le film était hanté par un événement survenu dans sa vie : jeune papa, il a vu son bébé souffrir de problèmes respiratoires et être amené à l'hôpital. Son fils s'en est heureusement sorti, mais l'impact émotionnel fut intense pour le réalisateur qui s'est inspiré de cette peur pour nourrir son film[7].
- Afin que ses comédiens ressentent pleinement les choses, Jeff Nichols a insisté pour que les effets spéciaux soient effectués, au maximum, en direct sur le plateau plutôt qu'en post-production. Pour représenter les rayons qui sortent des yeux d'Alton, le responsable des effets spéciaux a ainsi placé 2 LED sur le visage de l'enfant[7].

## Distinctions

### Nominations et sélections
- Berlinale 2016 : En compétition pour l'Ours d'or